# Undergraduate Texts in Mathematics
Undergraduate Texts in Mathematics é uma série de livros de matemática de nível introdutório da Springer-Verlag. A Springer-Verlag também publica a série de nível mais avançado Graduate Texts in Mathematics. O primeiro volume foi publicado em 1974. Os primeiros editores foram Paul Halmos e Frederick Gehring.
É editado (situação em 2016) por Sheldon Axler e Kenneth Alan Ribet.

## Livros da série
1. Paul Halmos: Finite-Dimensional Vector Spaces, 1974. ISBN 978-0-387-90093-3.
2. Paul Halmos: Lectures on Boolean algebras, 1974. ISBN 978-0-387-90094-0.
3. Paul Halmos: Naive Set Theory, 1974. ISBN 978-0-387-90092-6.
4. George E. Martin: The Foundations of Geometry and the Non-Euclidean Plane, 1975. ISBN 978-1-4612-5727-1.
5. John George Kemeny, James Laurie Snell: Finite Markov Chains: With a New Appendix: Generalization of a Fundamental Matrix, 1976. ISBN 978-0-387-90192-3.
6. Isadore Singer, John Alden Thorpe: Lecture Notes on Elementary Topology and Geometry, 1976. ISBN 978-0-387-90202-9.
7. Tom Mike Apostol: Introduction to Analytic Number Theory, 1976. ISBN 978-0-387-90163-3.
8. Laurence E. Sigler: Algebra, 1976. ISBN 978-0-387-90195-4.
9. Wendell Fleming: Functions of Several Variables, 1977. ISBN 978-0-387-90206-7.
10. Fred H. Croom: Basic Concepts of Algebraic Topology, 1978, ISBN 978-0-387-90288-3.
11. Edward J. LeCuyer: Introduction to College Mathematics with A Programming Language, 1978. ISBN 978-0-387-90280-7.
12. Edward Duda, Gordon Thomas Whyburn: Dynamic Topology, 1979. ISBN 978-0-387-90358-3.
13. James Jantosciak, Walter Prenowitz: Join Geometries: A Theory of Convex Sets and Linear Geometry, 1979. ISBN 978-0-387-90340-8.
14. Jerome Malitz:  Introduction to Mathematical Logic: Set Theory - Computable Functions - Model Theory, 1979. ISBN 978-0-387-90346-0.
15. Robert Lee Wilson:  Much Ado About Calculus: A Modern Treatment with Applications Prepared for Use with the Computer, 1979. ISBN 978-0-387-90347-7.
16. John Alden Thorpe: Elementary Topics in Differential Geometry, 1979. ISBN 978-0-387-90357-6.
17. Joel Franklin: Methods of Mathematical Economics: Linear and Nonlinear Programming. Fixed-Point Theorems, 1980. ISBN 978-0-387-90481-8.
18. Jack Macki, Aaron Strauss: Introduction to Optimal Control Theory, 1981. ISBN 978-0-387-90624-9.
19. L. R. Foulds: Optimization Techniques: An Introduction, 1981. ISBN 978-0-387-90586-0.
20. Emanuel Fischer:  Intermediate Real Analysis, 1982. ISBN 978-0-387-90721-5.
21. George E. Martin:  Transformation Geometry: An Introduction to Symmetry, 1982. ISBN 978-0-387-90636-2.
22. George E. Martin: The Foundations of Geometry and the Non-Euclidean Plane, 1983. ISBN 978-0-387-90694-2.
23. David R. Owen: A First Course in the Mathematical Foundations of Thermodynamics, 1983. ISBN 978-0-387-90897-7.
24. Kennan T. Smith:  Primer of Modern Analysis: Directions for Knowing All Dark Things, Rhind Papyrus, 1800 B.C., 1983 ISBN 978-0-387-90797-0.
25. Mark A. Armstrong: Basic Topology, 1983. ISBN 978-0-387-90839-7.
26. Jacques Dixmier: General Topology, 1983. ISBN 0-387-90972-9.
27. Charles Morrey, Murray Harold Protter: Intermediate Calculus, 1984. ISBN 978-0-387-96058-6.
28. Charles W. Curtis: Linear Algebra: An Introductory Approach, 1984. ISBN 978-0-387-90992-9.
29. Rodney David Driver: Why Math? 1984. ISBN 978-0-387-90973-8.
30. L. R. Foulds: Combinatorial Optimization for Undergraduates, 1984. ISBN 978-0-387-90977-6.
31. Klaus Jänich: Topology, 1984. ISBN 978-0-387-90892-2.
32. Hans Opolka, Winfried Scharlau: From Fermat to Minkowski: Lectures on the Theory of Numbers and Its Historical Development,  1985. ISBN 978-0-387-90942-4.
33. Jerrold Marsden,  Alan Weinstein: Calculus I, 1985. ISBN 978-0-387-90974-5.
34. Jerrold Marsden,  Alan Weinstein: Calculus II, 1985. ISBN 978-0-387-90975-2.
35. Jerrold Marsden,  Alan Weinstein: Calculus III, 1985. ISBN 978-0-387-90985-1.
36. Serge Lang: Introduction to Linear Algebra. 1985. ISBN 978-0-387-96205-4.
37. Dennis Stanton, Dennis White: Constructive Combinatorics, 1986. ISBN 978-0-387-96347-1.
38. Gabriel Klambauer: Aspects of Calculus, 1986. ISBN 978-0-387-96274-0.
39. Serge Lang: A First Course in Calculus, 5. Auflage, 1986. ISBN 978-0-387-96201-6.
40. Ioan James: Topological and Uniform Spaces, 1987. ISBN 978-0-387-96466-9.
41. Serge Lang: Calculus of Several Variables, 1987. ISBN 978-0-387-96405-8.
42. Serge Lang: Linear Algebra, 1987. ISBN 978-0-387-96412-6.
43. Anthony L. Peressini, Francis E. Sullivan, J. J. Uhl Jr.: The Mathematics of Nonlinear Programming, 1988. ISBN 978-0-387-96614-4.
44. Pierre Samuel: Projective Geometry, 1988. ISBN 978-0-387-96752-3.
45. Mark A. Armstrong: Groups and Symmetry, 1988. ISBN 978-0-387-96675-5.
46. Pierre Brémaud: An Introduction to Probabilistic Modeling, 1988. ISBN 978-0-387-96460-7.
47. David Bressoud: Factorization and Primality Testing, 1989. ISBN 978-0-387-97040-0.
48. Louis Brickman: Mathematical Introduction to Linear Programming and Game Theory, 1989. ISBN 978-0-387-96931-2.
49. James K. Strayer: Linear Programming and Its Applications, 1989. ISBN 978-0-387-96930-5.
50. Francis J. Flanigan, Jerry Kazdan: Calculus Two: Linear and Nonlinear Functions, 2. Auflage 1990, ISBN 978-0-387-97388-3.
51. Gérard Iooss, Daniel D. Joseph: Elementary Stability and Bifurcation Theory, 2. Auflage 1990, ISBN 978-0-387-97068-4.
52. Karl-Heinz Hoffmann, Günther Hämmerlin: Numerical Mathematics, 1991. ISBN 978-0-387-97494-1.
53. Charles Morrey, Murray Harold Protter: A First Course in Real Analysis, 2. Auflage 1991, ISBN 978-0-387-97437-8.
54. David Bressoud: Second Year Calculus: From Celestial Mechanics to Special Relativity. ISBN 978-0-387-97606-8.
55. Richard S. Millman, George D. Parker: Geometry: A Metric Approach with Models, 2. Auflage 1991, ISBN 978-0-387-97412-5.
56. Bruce P. Palka: An Introduction to Complex Function Theory, 1991. ISBN 978-0-387-97427-9.
57. Thomas Banchoff, John Wermer: Linear Algebra Through Geometry, 2. Auflage 1992, ISBN 978-0-387-97586-3.
58. Keith Devlin: The Joy of Sets: Fundamentals of Contemporary Set Theory, 2. Auflage 1993, ISBN 978-0-387-94094-6.
59. Christine L. Kinsey: Topology of Surfaces, 1993. ISBN 978-0-387-94102-8.
60. Robert J. Valenza: Linear Algebra: An Introduction to Abstract Mathematics, 1993. ISBN 978-0-387-94099-1.
61. Heinz-Dieter Ebbinghaus, J. Flum, W. Thomas: Mathematical Logic, 2. Auflage 1994, ISBN 978-0-387-94258-2.
62. Sterling Berberian: A First Course in Real Analysis, 1994. ISBN 978-0-387-94217-9.
63. Klaus Jänich: Linear Algebra, 1994. ISBN 978-0-387-94128-8.
64. George Pedrick: A First Course in Analysis, 1994. ISBN 978-0-387-94108-0.
65. John Stillwell: Elements of Algebra: Geometry, Numbers, Equations, 1994. ISBN 978-0-387-94290-2.
66. W. S. Anglin: Mathematics: A Concise History and Philosophy, 1994. ISBN 978-0-387-94280-3.
67. James G. Simmonds: A Brief on Tensor Analysis, 2. Auflage 1994, ISBN 978-0-387-94088-5.
68. W. S. Anglin, J. Lambek: The Heritage of Thales, 1995. ISBN 978-0-387-94544-6.
69. Richard Isaac: The Pleasures of Probability, 1995. ISBN 978-0-387-94415-9.
70. George R. Exner: An Accompaniment to Higher Mathematics, 1996. ISBN 978-0-387-94617-7.
71. John L. Troutman: Variational Calculus and Optimal Control: Optimization with Elementary Convexity, 2. Auflage 1996, ISBN 978-0-387-94511-8.
72. Andrew Browder: Mathematical Analysis: An Introduction, 1996. ISBN 978-0-387-94614-6.
73. Gerard Buskes, Arnoud Van Rooij: Topological Spaces: From Distance to Neighborhood, 1997. ISBN 978-0-387-94994-9.
74. Benjamin Fine, Gerhard Rosenberger: The Fundamental Theorem of Algebra, 1997. ISBN 978-0-387-94657-3.
75. Alan Beardon: Limits: A New Approach to Real Analysis,. 1997. ISBN 978-0-387-98274-8.
76. Hugh Gordon: Discrete Probability, 1997. ISBN 978-0-387-98227-4.
77. Steven Roman: Introduction to Coding and Information Theory, 1997. ISBN 978-0-387-94704-4.
78. Bharath Sethuraman: Rings, Fields, and Vector Spaces: An Introduction to Abstract Algebra via Geometric Constructibility, 1997. ISBN 978-0-387-94848-5.
79. Serge Lang: Undergraduate Analysis, 2. Auflage 1997, ISBN 978-0-387-94841-6.
80. Peter Hilton, Derek Holton, Jean Pedersen: Mathematical Reflections: In a Room with Many Mirrors, 1997. ISBN 978-0-387-94770-9.
81. George E. Martin: Geometric Constructions, 1998. ISBN 978-0-387-98276-2.
82. Murray Harold Protter: Basic Elements of Real Analysis, 1998. ISBN 978-0-387-98479-7.
83. William McGowen Priestley: Calculus: A Liberal Art, 2. Auflage 1998. ISBN 978-0-387-98379-0.
84. David A. Singer : Geometry: Plane and Fancy, 1998. ISBN 978-0-387-98306-6.
85. Larry Smith: Linear Algebra, 3. Auflage 1998. ISBN 978-0-387-98455-1.
86. Rudolf Lidl, Günter Pilz:. Applied Abstract Algebra, 2. Auflage 1998, ISBN 978-0-387-98290-8.
87. John Stillwell:. Numbers and Geometry, 1998. ISBN 978-0-387-98289-2.
88. Reinhard Laubenbacher, David Pengelley: Mathematical Expeditions: Chronicles by the Explorers, 1999. ISBN 978-0-387-98434-6.
89. Michael W. Frazier: An Introduction to Wavelets Through Linear Algebra, 1999. ISBN 978-0-387-98639-5.
90. Joel L. Schiff: The Laplace Transform: Theory and Applications, 1999. ISBN 978-0-387-98698-2.
91. Bruce van Brunt, Michael Carter: The Lebesgue-Stieltjes Integral: A Practical Introduction, 2000. ISBN 978-0-387-95012-9.
92. George R. Exner: Inside Calculus, 2000. ISBN 978-0-387-98932-7.
93. Robin Hartshorne: Geometry: Euclid and Beyond, 2000. ISBN 978-0-387-98650-0.
94. James J. Callahan: The Geometry of Spacetime: An Introduction to Special and General Relativity, 2000. ISBN 978-0-387-98641-8.
95. Judith N. Cederberg: A Course in Modern Geometries, 2. Auflage 2001. ISBN 978-0-387-98972-3.
96. Theodore W. Gamelin: Complex Analysis, 2001. ISBN 978-0-387-95093-8.
97. Klaus Jänich: Vector Analysis, 2001. ISBN 978-0-387-98649-4.
98. George E. Martin: Counting: The Art of Enumerative Combinatorics, 2001. ISBN 978-0-387-95225-3.
99. Peter Hilton, Derek Holton, Jean Pedersen: Mathematical Vistas: From a Room with Many Windows, 2001. ISBN 978-0-387-95064-8.
100. Karen Saxe: Beginning Functional Analysis, 2002. ISBN 978-0-387-95224-6.
101. Serge Lang:  Short Calculus: The Original Edition of “A First Course in Calculus”, 2002. ISBN 978-0-387-95327-4.
102. Donald Estep: Practical Analysis in One Variable, 2002. ISBN 978-0-387-95484-4.
103. Gabor Toth: Glimpses of Algebra and Geometry, 2. Auflage 2002, ISBN 978-0-387-95345-8.
104. Farid Aitsahlia, Chung Kai-lai:  Elementary Probability Theory: With Stochastic Processes and an Introduction to Mathematical Finance, 4. Auflage 2003, ISBN 978-0-387-95578-0.
105. Paul Erdös, Janos Suranyi: Topics in the Theory of Numbers, 2003. ISBN 978-0-387-95320-5.
106. László Lovász, J. Pelikán, K. Vesztergombi: Discrete Mathematics: Elementary and Beyond, 2003. ISBN 978-0-387-95584-1
107. John Stillwell: Elements of Number Theory, 2003. ISBN 978-0-387-95587-2.
108. Johannes Buchmann; Introduction to Cryptography, 2. Auflage 2004. ISBN 978-0-387-21156-5.
109. Ronald S. Irving: Integers, Polynomials, and Rings: A Course in Algebra, 2004. ISBN 978-0-387-40397-7.
110. Clay C. Ross: Differential Equations: An Introduction with Mathematica, 2. Auflage 2004, ISBN 978-0-387-21284-5.
111. Paul Cull, Mary Flahive, Robby Robson: Difference Equations: From Rabbits to Chaos, 2005. ISBN 978-0-387-23233-1.
112. Antoine Chambert-Loir: A Field Guide to Algebra, 2005. ISBN 978-0-387-21428-3.
113. Saber Elaydi: An Introduction to Difference Equations, 3. Auflage 2005. ISBN 978-0-387-23059-7.
114. Serge Lang: Undergraduate Algebra, 3. Auflage 2005. ISBN 978-0-387-22025-3.
115. Stephenie Frank Singer: Linearity, Symmetry, and Prediction in the Hydrogen Atom, 2005. ISBN 978-0-387-24637-6.
116. John Stillwell: The Four Pillars of Geometry, 2005. ISBN 978-0-387-25530-9.
117. Sudhir R. Ghorpade,Balmohan V. Limaye: A Course in Calculus and Real Analysis, 2006. ISBN 978-0-387-30530-1.
118. Robert Bix: Conics and Cubics: A Concrete Introduction to Algebraic Curves, 2. Auflage 2006. ISBN 978-0-387-31802-8.
119. Yiannis Moschovakis:. Notes on Set Theory, 2. Auflage 2006. ISBN 978-0-387-28722-5.
120. Art Knoebel, Reinhard Laubenbacher, Jerry Lodder, David Pengelley: Mathematical Masterpieces: Further Chronicles by the Explorers, 2007. ISBN 978-0-387-33060-0.
121. Thomas S. Shores:. Applied Linear Algebra and Matrix Analysis, 2007. ISBN 978-0-387-33194-2.
122. John M. Harris, Jeffrey L. Hirst, Michael Mossinghoff: Combinatorics and Graph Theory, 2. Auflage 2008, ISBN 978-0-387-79710-6.
123. John Stillwell: Naive Lie Theory, 2008. ISBN 978-0-387-78214-0.
124. Ernst Hairer, Gerhard Wanner: Analysis by its History, 2008 (zuerst 1996). ISBN 978-0-387-94551-4.
125. Gerald Edgar: Measure, Topology, and Fractal Geometry, 2. Auflage 2008. ISBN 978-0-387-74748-4.
126. James Herod,  Ronald W. Shonkwiler: Mathematical Biology: An Introduction with Maple and Matlab, 2. Auflage 2009. ISBN 978-0-387-70983-3.
127. Frank Mendivil, Ronald W. Shonkwiler: Explorations in Monte Carlo Methods, 2009. ISBN 978-0-387-87836-2.
128. William Stein: Elementary Number Theory: Primes, Congruences, and Secrets: A Computational Approach, 2009. ISBN 978-0-387-85524-0.
129. Lindsay N. Childs: A Concrete Introduction to Higher Algebra, 3. Auflage 2009, ISBN 978-0-387-74527-5.
130. Paul R. Halmos, Steven Givant: Introduction to Boolean Algebras, 2009. ISBN 978-0-387-40293-2.
131. Joseph Bak, Donald J. Newman: Complex Analysis, 3. Auflage 2010. ISBN 978-1-4419-7287-3.
132. Matthias Beck, Ross Geoghegan: The Art of Proof: Basic Training for Deeper Mathematics, 2010. ISBN 978-1-4419-7022-0.
133. James J. Callahan: Advanced Calculus: A Geometric View, 2010. ISBN 978-1-4419-7331-3.
134. Glenn Hurlbert: Linear Optimization: The Simplex Workbook, 2010. ISBN 978-0-387-79147-0.
135. John Stillwell: Mathematics and Its History, 3. Auflage 2010. ISBN 978-1-4419-6052-8.
136. Sudhir R. Ghorpade, Balmohan V. Limaye: A Course in Multivariable Calculus and Analysis, 2010. ISBN 978-1-4419-1620-4.
137. Kenneth R. Davidson, Allan P. Donsig: Real Analysis and Applications: Theory in Practice, 2010. ISBN 978-0-387-98097-3.
138. Ulrich Daepp, Gorkin Pamela: Reading, Writing, and Proving: A Closer Look at Mathematics, 2. Auflage 2011. ISBN 978-1-4419-9478-3.
139. Ethan D. Bloch: Proofs and Fundamentals: A First Course in Abstract Mathematics, 2. Auflage 2011. ISBN 978-1-4419-7126-5.
140. William A. Adkins, Mark G. Davidson: Ordinary Differential Equations, 2012. ISBN 978-1-4614-3617-1.
141. Alexander Ostermann, Gerhard Wanner: Geometry by Its History, 2012. ISBN 978-3-642-29163-0.
142. Peter Petersen: Linear Algebra, 2012. ISBN 978-1-4614-3612-6.
143. Steven Roman: Introduction to the Mathematics of Finance: Arbitrage and Option Pricing. 2012. ISBN 978-1-4614-3582-2.
144. Larry J. Gerstein: Introduction to Mathematical Structures and Proofs, 2. Auflage 2012. ISBN 978-1-4614-4264-6.
145. Robert J. Vanderbei, Erhan Çinlar: Real and Convex Analysis, 2013. ISBN 978-1-4614-5256-0.
146. Bela Bajnok: An Invitation to Abstract Mathematics, 2013. ISBN 978-1-4614-6635-2.
147. Andrew McInerney: First Steps in Differential Geometry, 2013. ISBN 978-1-4614-7731-0.
148. Kenneth Ross: Elementary Analysis: The Theory of Calculus, 2013. ISBN 978-1-4614-6270-5.
149. Richard Peter Stanley: Algebraic Combinatorics, 2013. ISBN 978-1-4614-6997-1.
150. John Stillwell: The Real Numbers: An Introduction to Set Theory and Analysis, 2013. ISBN 978-3-319-01576-7.
151. John Bligh Conway: A Course in Point Set Topology, 2014. ISBN 978-3-319-02367-0.
152. Peter Olver: Introduction to Partial Differential Equations, 2014. ISBN 978-3-319-02098-3.
153. Peter R. Mercer: More Calculus of a Single Variable, 2014. ISBN 978-1-4939-1925-3.
154. Jeffrey Hoffstein, Jill Pipher, Joseph Hillel Silverman: An Introduction to Mathematical Cryptography, 2. Auflage 2014. ISBN 978-1-4939-1710-5.
155. Daniel Rosenthal, David Rosenthal, Peter Rosenthal: A Readable Introduction to Real Mathematics, 2014. ISBN 978-3-319-05653-1.
156. Maria Shea Terrell, Peter Lax: Calculus with Applications, 2. Auflage 2014, ISBN 978-1-4614-7945-1.
157. Sheldon Axler: Linear Algebra Done Right, 3. Auflage 2015. ISBN 978-3-319-11079-0.
158. Matthias Beck, Sinai Robins: Computing the Continuous Discretely: Integer-point Enumeration in Polyhedra, 2. Auflage 2015. ISBN 978-1-4939-2968-9.
159. Miklós Laczkovich, Vera Sós: Real Analysis: Foundations and Functions of One Variable, 2015. ISBN 978-1-4939-2765-4.
160. Charles Chapman Pugh: Real Mathematical Analysis, 2. Auflage 2015. ISBN 978-3-319-17770-0.
161. David J. Logan: A First Course in Differential Equations, 3. Auflage 2015. ISBN 978-3-319-17851-6.
162. Joseph Hillel Silverman, John Tate: Rational Points on Elliptic Curves, 2. Auflage 2015. ISBN 978-3-319-18587-3.
163. Charles Little, Teo Kee, Bruce van Brunt: Real Analysis via Sequences and Series, 2015. ISBN 978-1-4939-2650-3.
164. Stephen Abbott: Understanding Analysis, 2. Auflage 2015, ISBN 978-1-4939-2711-1.
165. David Archibald Cox, John B. Little, Donal O’Shea: Ideals, Varieties, and Algorithms: An Introduction to Computational Algebraic Geometry and Commutative Algebra, 4. Auflage 2015. ISBN 978-3-319-16720-6.
166. David J. Logan: Applied Partial Differential Equations, 3. Auflage 2015, ISBN 978-3-319-12492-6.
167. Kristopher Tapp: Differential Geometry of Curves and Surfaces, 2016. ISBN 978-3-319-39798-6.
168. Omar Hijab: Introduction to Calculus and Classical Analysis, 4. Auflage 2016. ISBN 978-3-319-28399-9.
169. Jerry Shurman:. Calculus and Analysis in Euclidean Space, 2016. ISBN 978-3-319-49312-1.
170. Paul Loya: Amazing and Aesthetic Aspects of Analysis, 2016. ISBN 978-1-4939-6793-3.